# Italië op de Olympische Zomerspelen 1960
Italië was de gastheer van de Olympische Zomerspelen 1960 in Rome. Wat betreft het aantal medailles waren dit de meest succesvolle Spelen tot dan toe. De 36 medailles vormen tot op heden een Italiaans record. Ook in 1932 werd dit aantal gehaald, maar nu werd er één keer goud extra gewonnen. Pas in 1984 zou het totale aantal van 13 keer goud worden overtroffen.

## Medailleoverzicht
| Sport         | Olympiër(s) | Onderdeel                   | Medaille |
| ------------- | --- | --------------------------- | -------- |
| Atletiek      | Livio Berruti | 200m (m)                    | Goud     |
| Boksen        | Francesco Musso | -57kg (m)                   | Goud     |
| Boksen        | Giovanni Benvenuti | -67kg (m)                   | Goud     |
| Boksen        | Francesco De Piccoli | +81kg (m)                   | Goud     |
| Paardensport  | Raimondo D'Inzeo | springconcours individueel  | Goud     |
| Schermen      | Giuseppe Delfino | degen (m)                   | Goud     |
| Schermen      | Giuseppe Delfino Alberto Pellegrino Carlo Pavesi Edoardo Mangiarotti Fiorenzo Marini Gianluigi Saccaro                                                                                       | degen team (m)              | Goud     |
| Waterpolo     | Danilo Bardi Giuseppe D'Altrui Franco Lavoratori Gianni Lonzi Rosario Parmegiani Eraldo Pizzo Dante Rossi Amedeo Ambron Salvatore Gionta Luigi Mannelli Brunello Spinelli Giancarlo Guerrini | mannen                      | Goud     |
| Wielersport   | Sante Gaiardoni | sprint (m)                  | Goud     |
| Wielersport   | Sante Gaiardoni | tijdrit (m)                 | Goud     |
| Wielersport   | Sergio Bianchetto Giuseppe Beghetto | tandem (m)                  | Goud     |
| Wielersport   | Luigi Arienti Franco Testa Mario Vallotto Marino Vigna | ploegenachtervolging (m)    | Goud     |
| Wielersport   | Antonio Bailetti Ottavio Cogliati Giacomo Fornoni Livio Trape | ploegentijdrit (m)          | Goud     |
| Boksen        | Primo Zamparini | -54kg (m)                   | Zilver   |
| Boksen        | Alessandro Lopopolo | -60kg (m)                   | Zilver   |
| Boksen        | Carmelo Bossi | -71kg (m)                   | Zilver   |
| Kanovaren     | Aldo Dezi Francesco La Macchia | C-2 1000m (m)               | Zilver   |
| Paardensport  | Piero D'Inzeo | springconcouors individueel | Zilver   |
| Roeien        | Tullio Baraglia Renato Bosatta Giancarlo Crosta Giuseppe Galante | vier-zonder (m)             | Zilver   |
| Schermen      | Alberto Pellegrino Luigi Arturo Carpaneda Mario Curletto Aldo Aureggi Edoardo Mangiarotti | floret team (m)             | Zilver   |
| Schietsport   | Galliano Rossini | trap (m)                    | Zilver   |
| Turnen        | Giovanni Carminucci | brug (m)                    | Zilver   |
| Wielersport   | Livio Trape | wegwedstrijd (m)            | Zilver   |
| Atletiek      | Abdon Pamich | 50km snelwandelen (m)       | Brons    |
| Atletiek      | Giuseppina Leone | 100m (v)                    | Brons    |
| Boksen        | Giulio Saraudi | -81kg (m)                   | Brons    |
| Gewichtheffen | Sebastiano Mannironi | -60kg (m)                   | Brons    |
| Paardensport  | Raimondo D'Inzeo Piero D'Inzeo Antonio Oppes | springconcouors team        | Brons    |
| Roeien        | Fulvio Balatti Romano Sgheiz Franco Trincavelli Giovanni Zucchi Ivo Stefanoni | vier-met (m)                | Brons    |
| Schermen      | Bruna Colombetti Velleda Cesari Claudia Pasini Irene Camber Antonella Ragno-Lonzi | floret team (v)             | Brons    |
| Schermen      | Wladimiro Calarese | sabel (m)                   | Brons    |
| Schermen      | Wladimiro Calarese Giampaolo Calanchini Pierluigi Chicca Roberto Ferrari Mario Ravagnan | sabel team (m)              | Brons    |
| Turnen        | Franco Menichelli | vloer (m)                   | Brons    |
| Turnen        | Giovanni Carminucci Pasquale Carminucci Gianfranco Marzolla Franco Menichelli Orlando Polmonari Angelo Vicardi                                                                               | meerkamp team (m)           | Brons    |
| Wielersport   | Valentino Gasparella | sprint (m)                  | Brons    |
| Zeilen        | Antonio Cosentino Antonio Ciciliano Giulio De Stefano | draken klasse               | Brons    |

## Deelnemers en resultaten

### Atletiek
| Olympiër                                                            | Discipline             | Resultaat  | Prestatie                                                                                                |
| ------------------------------------------------------------------- | ---------------------- | ---------- | --- |
| Livio Berruti                                                       | 200m (m)               | Goud       | serie 7: 1ste in 21,0 kwartfinale 4: 1ste in 20,8 halve finale 2: 1ste in 20,5 (WR) finale: 1ste in 20,5 |
| Salvatore Giannone                                                  | 200m (m)               | 26e        | serie 12: 2de in 21,5 kwartfinale 3: 7de in 21,8                                                         |
| Armando Sardi                                                       | 200m (m)               | 28e        | serie 10: 3de in 21,6                                                                                    |
| Giuseppe Bommarito                                                  | 400m (m)               | 18e        | serie 5: 3de in 48,6 kwartfinale 4: 5de in 47,5                                                          |
| Gianfranco Baraldi                                                  | 800m (m)               | 36e        | serie 8: 5de in 1.52,15                                                                                  |
| Alfredo Rizzo                                                       | 1500m (m)              | 22e        | serie 2: 8ste in 3.47,56                                                                                 |
| Luigi Conti                                                         | 5000m (m)              | 12e        | serie 1: 2de in 14.01,55 finale: 12de in 14.34,45                                                        |
| Franco Antonelli                                                    | 10000m (m)             | 27e        | 30.39,40                                                                                                 |
| Giovanni Cornacchia                                                 | 110m horden (m)        | 14e        | serie 1: 3de in 14,77 kwartfinale 1: 4de in 14,68                                                        |
| Nereo Svara                                                         | 110m horden (m)        | 8e         | serie 5: 3de in 15,03 kwartfinale 4: 3de in 14,59 halve finale 1: 4de in 14,50                           |
| Paolo Zamboni                                                       | 110m horden (m)        | 22e        | serie 2: 4de in 14,82 kwartfinale 2: 6de in 15,02                                                        |
| Elio Catola                                                         | 400m horden (m)        | 11e        | serie 5: 4de in 51,94 halve finale 1: 5de in 52,44                                                       |
| Moreno Martini                                                      | 400m horden (m)        | 13e        | serie 6: 2de in 52,26 halve finale 1: 7de in 52,57                                                       |
| Salvatore Morale                                                    | 400m horden (m)        | 7e         | serie 4: 2de in 52,13 halve finale 2: 4de in 51,48                                                       |
| Armando Sardi Pier Giorgio Cazzola Salvatore Giannone Livio Berruti | 4x100m (m)             | 4e         | serie 2: 1ste in 40,16 halve finale 2: 2de in 40,29 finale: 4de in 40,33                                 |
| Giuseppe Bommarito Mario Fraschini Nereo Fossati Renato Panciera    | 4x400m (m)             | 7e         | serie 2: 3de in 3.19,00 halve finale 1: 4de in 3.07,83                                                   |
| Silvio De Florentis                                                 | marathon (m)           | 38e        | 2:31.54                                                                                                  |
| Vito Di Terlizzi                                                    | marathon (m)           | DNF        | niet gefinisht                                                                                           |
| Francesco Perrone                                                   | marathon (m)           | 37e        | 2:31.32                                                                                                  |
| Gianni Corsaro                                                      | 20km snelwandelen (m)  | 26e        | 1:46.47,2                                                                                                |
| Luigi De Rosso                                                      | 20km snelwandelen (m)  | 22e        | 1:45.04,2                                                                                                |
| Stefano Serchinich                                                  | 20km snelwandelen (m)  | 21e        | 1:43.58,6                                                                                                |
| Antonio De Gaetano                                                  | 50km snelwandelen (m)  | 10e        | 4:41.01,6                                                                                                |
| Pino Dordoni                                                        | 50km snelwandelen (m)  | 7e         | 4:33.27,2                                                                                                |
| Abdon Pamich                                                        | 50km snelwandelen (m)  | Brons      | 4:27.55,4                                                                                                |
| Attilio Bravi                                                       | verspringen (m)        | 10e        | kwalificatie: 8ste met 7,57m finale: 10de met 7,47m                                                      |
| Luigi Ulivelli                                                      | verspringen (m)        | DNF        | kwalificatie: geen geldige poging                                                                        |
| Frederico Bisson                                                    | hink-stap-springen (m) | 10e        | kwalificatie: 27ste met 14,76m                                                                           |
| Enzo Cavalli                                                        | hink-stap-springen (m) | 16e        | kwalificatie: 16de met 15,48m                                                                            |
| Pier Luigi Gatti                                                    | hink-stap-springen (m) | <cente>DNF | kwalificatie: 10de met 15,66m finale: geen geldige poging                                                |
| Silvano Meconi                                                      | kogelstoten (m)        | 13e        | kwalificatie: 9de met 17,08m finale: 13de met 16,73m                                                     |
| Adolfo Consolini                                                    | discuswerpen (m)       | 17e        | kwalificatie: 20ste met 52,38m finale: 17de met 52,44m                                                   |
| Franco Grossi                                                       | discuswerpen (m)       | 29e        | kwalificatie: 29ste met 50,43m                                                                           |
| Carmelo Rado                                                        | discuswerpen (m)       | 7e         | kwalificatie: 15de met 52,98m finale: 7de met 54,00m                                                     |
| Carlo Lievore                                                       | speerwerpen (m)        | 9e         | kwalificatie groep B: 5de met 74,82m finale: 9de met 75,21m                                              |
| Luciano Paccagnella                                                 | tienkamp (m)           | 13e        | 6283 punten                                                                                              |
| Franco Sar                                                          | tienkamp (m)           | 6e         | 7195 punten                                                                                              |
|                                                                     |                        |            | |
| Giuseppina Leone                                                    | 100m (v)               | Brons      | serie 1: 1ste in 11,87 kwartfinale 3: 1ste in 12,11 halve finale 1: 2de in 11,71 finale: 3de in 11,48    |
| Giuseppina Leone                                                    | 200m (v)               | 6e         | serie 1: 1ste in 23,90 halve finale 2: 1ste in 24,69 finale: 6de in 25,01                                |
| Gilda Jannaccone                                                    | 800m (v)               | 22e        | serie 2: 5de in 2.13,72                                                                                  |
| Letizia Bertoni                                                     | 80m horden (v)         | 14e        | serie 6: 3de in 11,54                                                                                    |
| Letizia Bertoni Sandra Valenti Piera Tizzoni Giuseppina Leone       | 4x100m (v)             | 5e         | serie 1: 3de in 46,76 finale: 5de in 45,80                                                               |
| Piera Tizzoni                                                       | verspringen (v)        | 21e        | kwalificatie: 21ste met 5,65m                                                                            |
| Marinella Bortoluzzi                                                | hoogspringen (v)       | 19e        | kwalificatie: 19de met 1,55m                                                                             |
| Paola Paternoster                                                   | discuswerpen (v)       | 20e        | kwalificatie: 20ste met 43,11m                                                                           |
| Elivia Ricci                                                        | discuswerpen (v)       | 15e        | kwalificatie: 15de met 45,86m                                                                            |

### Basketbal
| Olympiër | Discipline | Resultaat | Prestatie |
| --- | ---------- | --------- | --- |
| Mario Alesini Antonio Calebotta Achille Canna Alessandro Gamba Giovanni Gavagnin Augusto Giomo Gianfranco Lombardi Gianfranco Pieri Alessandro Riminucci Gianfranco Sardagna Gabriele Vianello Paolo Vittori | mannen     | Goud      | groep A: 2de V van Verenigde Staten: 54-88 W van Hongarije: 72-67 W van Japan: 100-92 halve finale groep A: 2de V van Brazilië: 75-78 W van Tsjecho-Slowakije: 77-70 W van Polen: 74-68 finale groep A: 4de V van Verenigde Staten: 81-112 V van Sovjet-Unie: 70-78 |

| Groep A |                  |             |             |             |        |        |        |        |
|         | Land             | Wedstrijden | Wedstrijden | Wedstrijden | Punten | Punten | Punten | Punten |
| G       | Land             | W           | V           | V           | T      | Saldo  |        | Punten |
| 1       | Verenigde Staten | 3           | 3           | 0           | 320    | 183    | +137   | 6      |
| 2       | Italië           | 3           | 2           | 1           | 226    | 247    | −19    | 5      |
| 3       | Hongarije        | 3           | 1           | 2           | 223    | 245    | −22    | 4      |
| 4       | Japan            | 3           | 0           | 3           | 224    | 318    | −94    | 3      |

| Ronde       | Datum | Plaats           | Land   | Score     | Land |
| ----------- | ----- | ---------------- | ------ | --------- | ---- |
| Groepsfase  |       |                  |        |           |      |
| 29 augustus | Rome  | Verenigde Staten | 88-54  | Italië    |      |
| 27 augustus | Rome  | Italië           | 72-67  | Hongarije |      |
| 29 augustus | Rome  | Japan            | 92-100 | Italië    |      |

| Halve finale groep A |                   |             |             |             |        |        |        |        |
| #                    | Land              | Wedstrijden | Wedstrijden | Wedstrijden | Punten | Punten | Punten | Punten |
| #                    | Land              | G           | W           | V           | V      | T      | Saldo  | Punten |
| 1                    | Brazilië          | 3           | 3           | 0           | 240    | 221    | +19    | 6      |
| 2                    | Italië            | 3           | 2           | 1           | 226    | 216    | +10    | 5      |
| 3                    | Tsjecho-Slowakije | 3           | 1           | 2           | 236    | 237    | −1     | 4      |
| 4                    | Polen             | 3           | 0           | 3           | 211    | 239    | −28    | 3      |

| Ronde       | Datum | Plaats            | Land  | Score  | Land |
| ----------- | ----- | ----------------- | ----- | ------ | ---- |
| Groepsfase  |       |                   |       |        |      |
| 1 september | Rome  | Brazilië          | 78-75 | Italië |      |
| 2 september | Rome  | Tsjecho-Slowakije | 70-77 | Italië |      |
| 3 september | Rome  | Italië            | 74-68 | Polen  |      |

| Finale groep |                  |             |             |             |        |        |        |        |
| #            | Land             | Wedstrijden | Wedstrijden | Wedstrijden | Punten | Punten | Punten | Punten |
| #            | Land             | G           | W           | V           | V      | T      | Saldo  | Punten |
| 1            | Verenigde Staten | 3           | 3           | 0           | 283    | 201    | +82    | 6      |
| 2            | Sovjet-Unie      | 3           | 2           | 1           | 199    | 213    | −14    | 5      |
| 3            | Brazilië         | 3           | 1           | 2           | 203    | 229    | −26    | 4      |
| 4            | Italië           | 3           | 0           | 3           | 226    | 268    | −42    | 3      |

| Ronde        | Datum | Plaats           | Land   | Score       | Land |
| ------------ | ----- | ---------------- | ------ | ----------- | ---- |
| Groepsfase   |       |                  |        |             |      |
| 8 september  | Rome  | Verenigde Staten | 112-81 | Italië      |      |
| 10 september | Rome  | Italië           | 70-78  | Sovjet-Unie |      |

### Boksen
| Olympiër             | Discipline  | Resultaat | Prestatie |
| -------------------- | ----------- | --------- | --- |
| Paolo Curcetti       | -51kg (m)   | 9e        | 1ste ronde: W van UGA Kisekka: 5-0 2de ronde: W van BEL Horny: 5-0 3de ronde: V van RAU El-Gindy: 1-4 |
| Primo Zamparini      | -54kg (m)   | Zilver    | 1ste ronde: vrij 2de ronde: W van GER Kostarellos: 5-0 3de ronde: W van JPN Haga: 5-0 kwartfinale: W van USA Armstrong: 4-1 halve finale: W van AUS Taylor: 5-0 finale: V van URS Grigoryev: 2-3               |
| Francesco Musso      | -57kg (m)   | Goud      | 1ste ronde: W van YUG Paunović: 4-1 2de ronde: W van KOR Song: 5-0 kwartfinale: W van URS Nikonorov: 3-2 halve finale: W van FIN Limmonen: 5-0 finale: W van POL Adamski: 4-1                                  |
| Sandro Lopopolo      | -60kg (m)   | Zilver    | 1ste ronde: W van INA Bolang: 5-0 2de ronde: W van RSA Steyn: 5-0 3de ronde: W van IRL O'Brien: 5-0 kwartfinale: W van USA Campbell: 4-1 halve finale: W van ARG Laudonio: 3-2 finale: V van POL Paździor: 1-4 |
| Piero Brandi         | -63,5kg (m) | 5e        | 1ste ronde: vrij 2de ronde: W van JPN Brandi: 5-0 3de ronde: W van ARG Aranda: 4-1 kwartfinale: V van TCH Němeček: 1-4                                                                                         |
| Francesco Musso      | -67kg (m)   | Goud      | 1ste ronde: vrij 2de ronde: W van FRA Josselin: 5-0 3de ronde: W van KOR Kim: 5-0 kwartfinale: W van BUL Mitsev: 5-0 halve finale: W van GBR LLoyd: 5-0 finale: W van URS Radonyak: 4-1                        |
| Carmelo Bossi        | -71kg (m)   | Zilver    | 1ste ronde: W van RHS van Niekerk: 5-0 2de ronde: W van URU Votta: 4-1 kwartfinale: W van FRA Diallo: 5-0 halve finale: W van GBR Fisher: 3-2 finale: V van USA McClure: 1-4                                   |
| Luigi Napoleoni      | -75kg (m)   | 5e        | 1ste ronde: W van MAR Ben-Lahbib: 5-0 2de ronde: W van RAU El-Gelidi: 5-0 kwartfinale: V van URS Feodanov: knock-out                                                                                           |
| Carmelo Bossi        | -81kg (m)   | Brons     | 1ste ronde: vrij 2de ronde: W van PAK Safdar: 5-0 kwartfinale: W van ARG Gargiulo: 3-2 halve finale: V van POL Pietrzykowski: 1-4                                                                              |
| Francesco de Piccoli | +81kg (m)   | Goud      | 1ste ronde: vrij 2de ronde: W van BEL Venneman kwartfinale: W van URS Abramov: 5-0 halve finale: W van TCH Němec: 4-1 finale: W van RSA Bekker: knock-out                                                      |

### Gewichtheffen
| Olympiër             | Discipline  | Resultaat | Prestatie |
| -------------------- | ----------- | --------- | --------- |
| Renzo Grandi         | -56kg (m)   | 9e        | 307,5 kg  |
| Rocco Spinola        | -56kg (m)   | 13e       | 300 kg    |
| Sebastiano Mannironi | -60kg (m)   | Brons     | 352,5 kg  |
| Luciano De Genova    | -67,5kg (m) | 13e       | 352,5 kg  |
| Andrea Borgnis       | -90kg (m)   | 11e       | 400 kg    |
| Leonardo Masu        | -90kg (m)   | 8e        | 407,5 kg  |
| Alberto Pigaiani     | +90kg (m)   | 7e        | 450 kg    |

### Hockey
| Olympiër | Discipline | Resultaat | Prestatie |
| --- | ---------- | --------- | --- |
| Alessandro Vannini Antonio Lenza Antonio Vargiu Bruno Figliola Claudio Candotti Claudio Libotte Enrico Bisio Felice Salis Giampaolo Farci Giampaolo Medda Giovanni Anni Giovanni Mazzalupi Luciano Soli Luigi Farci Quarto Pianesi Sergio Ballesio Tullio Marchiori Ugo Zorco | mannen     | 13e       | groep C: 4de V van Frankrijk: 0-2 V van Kenia: 0-7 V van Duitsland: 0-5 groep 13-16de plek: 1ste G van Zwitserland: 1-1 W van Japan: 2-1 |

| Groep C |           |             |             |             |             |            |            |            |        |
| #       | Land      | Wedstrijden | Wedstrijden | Wedstrijden | Wedstrijden | Doelpunten | Doelpunten | Doelpunten | Punten |
| #       | Land      | G           | W           | G           | V           | V          | T          | Saldo      | Punten |
| 1       | Kenia     | 3           | 2           | 1           | 0           | 8          | 0          | +8         | 5      |
| 2       | Duitsland | 3           | 2           | 0           | 1           | 10         | 1          | +9         | 4      |
| 3       | Frankrijk | 3           | 1           | 1           | 1           | 2          | 5          | −3         | 3      |
| 4       | Italië    | 3           | 0           | 0           | 3           | 0          | 14         | −14        | 0      |

| Datum       | Ronde | Plaats    | Land | Score  | Land |
| ----------- | ----- | --------- | ---- | ------ | ---- |
| Groepsfase  |       |           |      |        |      |
| 29 augustus | Rome  | Frankrijk | 2-0  | Italië |      |
| 1 september | Rome  | Kenia     | 7-0  | Italië |      |
| 3 september | Rome  | Duitsland | 5-0  | Italië |      |

| Groep 13-16de plek |             |             |             |             |             |            |            |            |        |
| #                  | Land        | Wedstrijden | Wedstrijden | Wedstrijden | Wedstrijden | Doelpunten | Doelpunten | Doelpunten | Punten |
| #                  | Land        | G           | W           | G           | V           | V          | T          | Saldo      | Punten |
| 1                  | Italië      | 2           | 1           | 1           | 0           | 3          | 2          | +1         | 3      |
| 2                  | Japan       | 2           | 1           | 0           | 1           | 6          | 3          | +3         | 2      |
| 3                  | Zwitserland | 2           | 0           | 1           | 1           | 2          | 6          | −4         | 1      |
| 4                  | Denemarken  | 2           | 0           | 0           | 0           | 0          | 0          | 0          | 0      |

| Datum        | Ronde | Plaats | Land | Score       | Land |
| ------------ | ----- | ------ | ---- | ----------- | ---- |
| Groepsfase   |       |        |      |             |      |
| 6 september  | Rome  | Italië | 1-1  | Zwitserland |      |
| 10 september | Rome  | Italië | 2-1  | Japan       |      |

### Kanovaren
| Olympiër                                                     | Discipline     | Resultaat | Prestatie                                                                           |
| ------------------------------------------------------------ | -------------- | --------- | ----------------------------------------------------------------------------------- |
| Danilo Tognon                                                | C-1 1000m (m)  | 12e       | serie 1: 5de in 4.56,58 herkansingen: 3de in 5.06,86 halve finale 3: 4de in 5.04,82 |
| Aldo Dezi Francesco La Macchia                               | C-2 1000m (m)  | Zilver    | serie 1: 2de in 4.29,24 finale: 2de in 4.20,77                                      |
| Cesare Zilioli                                               | K-1 1000m (m)  | 9e        | serie 2: 3de in 4.06,58 halve finale 3: 3de in 4.06,36 finale: 9de in 4.04,90       |
| Lorenzo Cantarello Antonio Rucco                             | K-2 1000m (m)  | 9e        | serie 1: 3de in 3.45,80 halve finale 2: 3de in 3.52,51 finale: 9de in 3.44,26       |
| Cesare Zilioli Renato Ongari Alberto Schiavi Annibale Berton | K-1 4x500m (m) | 9e        | serie 2: 4de in 8.10,76 halve finale 1: 4de in 7.59,21                              |
|                                                              |                |           |                                                                                     |
| Alberta Zanardi                                              | K-1 500m (v)   | 7e        | serie 1: 2de in 2.17,14 halve finale 3: 2de in 2.15,58 finale: 7de in 2.14,31       |
| Gabriella Cotta Ramusino Luciana Guindani                    | K-2 500m (v)   | 7e        | serie 1: 4de in 2.05,40 herkansingen: 1ste in 2.08,85 finale: 7de in 2.02,47        |

### Moderne vijfkamp
| Olympiër                                     | Discipline      | Resultaat | Prestatie    |
| -------------------------------------------- | --------------- | --------- | ------------ |
| Adriano Facchini                             | individueel (m) | 23e       | 4412 punten  |
| Giulio Giunta                                | individueel (m) | 41e       | 3883 punten  |
| Gaetano Scala                                | individueel (m) | 29e       | 4261 punten  |
| Adriano Facchini Giulio Giunta Gaetano Scala | team (m)        | 9e        | 12401 punten |

### Paardensport
| Olympiër                                                        | Discipline  | Resultaat | Prestatie          |
| Eventing                                                        | Eventing    | Eventing  | Eventing           |
| --------------------------------------------------------------- | ----------- | --------- | ------------------ |
| Alessandro Argenton                                             | individueel | DNF       | niet gefinisht     |
| Giovanni Grignolo                                               | individueel | 26e       | 240,50 strafpunten |
| Lodovico Nava                                                   | individueel | 16e       | 161,91 strafpunten |
| Lucio Tasca                                                     | individueel | 12e       | 125,80 strafpunten |
| Alessandro Argenton Giovanni Grignolo Lodovico Nava Lucio Tasca | team        | 16e       | 441,51 strafpunten |
| Springconcours                                                  |             |           |                    |
| Piero D'Inzeo                                                   | individueel | Zilver    | 16 strafpunten     |
| Raimondo D'Inzeo                                                | individueel | Goud      | 12 strafpunten     |
| Raimondo D'Inzeo Piero D'Inzeo Antonio Oppes                    | team        | Brons     | 80,50 strafpunten  |

### Roeien
| Olympiër | Discipline      | Resultaat | Prestatie                                                                     |
| --- | --------------- | --------- | ----------------------------------------------------------------------------- |
| Savino Rebek | skiff (m)       | 6e        | serie 3: 1ste in 7.29,58 finale: 6de in 7.31,09                               |
| Severino Lucini Cesarino Pestuggia | dubbel-twee (m) | 13e       | serie 3: gediskwalificeerd herkansingen: 4de in 7.08,16                       |
| Paolo Mosetti Mario Petri | twee-zonder (m) | 7e        | serie 2: 1ste in 7.07,17 halve finale 2: 4de in 7.40,09                       |
| Renzo Ostino Giancarlo Piretta Vincenzo Bruno                                                                                           | twee-met (m)    | 5e        | serie 3: 5de in 8.09,20 herkansingen: 1ste in 7.39,52 finale: 5de in 7.40,92  |
| Tullio Baraglia Renato Bosatta Giancarlo Crosta Giuseppe Galante                                                                        | vier-zonder (m) | Zilver    | serie 3: 2de in 6.31,84 herkansingen: 1ste in 6.37,79 finale: 2de in 6.28,78  |
| Fulvio Balatti Romano Sgheiz Franco Trincavelli Giovanni Zucchi Ivo Stefanoni                                                           | vier-met (m)    | Brons     | serie 1: 1ste in 6.40,10 halve finale: 1ste in 7.02,86 finale: 3de in 6.43,72 |
| Paolo Amorini Vasco Cantarello Giancarlo Casalini Luigi Prato Vincenzo Prina Nazzareno Simonato Luigi Spozio Armido Torri Giuseppe Pira | acht (m)        | 6e        | serie 3: 3de in 6.09,05 herkansinge: 1ste in 6.23,83 finale: 6de in 6.12,73   |

### Schermen
| Olympiër                                                                                               | Discipline      | Resultaat | Prestatie |
| --- | --------------- | --------- | --- |
| Giovanni Battista Breda                                                                                | degen (m)       | 8e        | 1ste ronde groep D: 2de met 3 overwinningen 2de ronde groep A: 3de met 3 overwinningen kwartfinale A: 1ste met 4 overwinningen halve finale B: 4de met 2 overwinningen finale: 8ste met 1 overwinning    |
| Giuseppe Delfino                                                                                       | degen (m)       | Goud      | 1ste ronde groep E: 1ste met 5 overwinningen 2de ronde groep C: 3de met 3 overwinningen kwartfinale C: 1ste met 5 overwinningen halve finale B: 3de met 3 overwinningen finale: 1ste met 5 overwinningen |
| Alberto Pellegrino                                                                                     | degen (m)       | 9e        | 1ste ronde groep C: 2de met 4 overwinningen 2de ronde groep B: 2de met 3 overwinningen kwartfinale B: 1ste met 4 overwinningen halve finale A: 5de met 2 overwinningen                                   |
| Giuseppe Delfino Alberto Pellegrino Carlo Pavesi Edoardo Mangiarotti Fiorenzo Marini Gianluigi Saccaro | degen team (m)  | Goud      | 1ste ronde groep A: 1ste met 2 overwinningen kwartfinale: W van Zweden: 9-3 halve finale: W van Sovjet-Unie: 9-6 finale: W van Groot-Brittannië: 9-5                                                     |
| Luigi Carpaneda                                                                                        | floret (m)      | 13e       | 1ste ronde groep I: 2de met 3 overwinningen 2de ronde groep D: 2de met 3 overwinningen kwartfinale B: 4de met 2 overwinningen                                                                            |
| Mario Curletto                                                                                         | floret (m)      | 13e       | 1ste ronde groep E: 3de met 4 overwinningen 2de ronde groep B: 4de met 2 overwinningen kwartfinale A: 4de met 2 overwinningen                                                                            |
| Alberto Pellegrino                                                                                     | floret (m)      | 13e       | 1ste ronde groep L: 1ste met 4 overwinningen 2de ronde groep E: 1ste met 3 overwinningen kwartfinale C: 4de met 2 overwinningen                                                                          |
| Alberto Pellegrino Luigi Arturo Carpaneda Mario Curletto Aldo Aureggi Edoardo Mangiarotti              | floret team (m) | Zilver    | 1ste ronde groep C: 1ste met 1 overwinning kwartfinale: W van Verenigde Staten: 9-0 halve finale: W van Hongarije: 8-8 (68-65) finale: V van Sovjet-Unie: 4-9                                            |
| Wladimiro Calarese                                                                                     | sabel (m)       | Brons     | 1ste ronde groep B: 1ste met 4 overwinningen 2de ronde groep B: 2de met 3 overwinningen kwartfinale D: 3de met 3 overwinningen halve finale B: 3de met 2 overwinningen finale: 3de met 2 overwinningen   |
| Pierluigi Chicca                                                                                       | sabel (m)       | 25e       | 1ste ronde groep K: 3de met 3 overwinningen 2de ronde groep F: 4de met 2 overwinningen |
| Roberto Ferrari                                                                                        | sabel (m)       | 9e        | 1ste ronde groep H: 1ste met 4 overwinningen 2de ronde groep E: 2de met 3 overwinningen kwartfinale B: 2de met 4 overwinningen halve finale A: 4de met 2 overwinningen                                   |
| Wladimiro Calarese Giampaolo Calanchini Pierluigi Chicca Roberto Ferrari Mario Ravagnan                | sabel team (m)  | Brons     | 1ste ronde groep D: 1ste met 2 overwinningen kwartfinale: W van Frankrijk: 9-7 halve finale: V van Hongarije: 6-9 bronzen finale: W van Verenigde Staten: 9-6                                            |
| |                 |           | |
| Irene Camber-Corno                                                                                     | floret (v)      | 17e       | 1ste ronde groep D: 2de met 4 overwinningen kwartfinale D: 5de met 2 overwinningen |
| Bruna Colombetti-Peroncini                                                                             | floret (v)      | 21e       | 1ste ronde groep C: 2de met 4 overwinningen kwartfinale B: 6de met 2 overwinningen |
| Antonella Ragno-Lonzi                                                                                  | floret (v)      | 13e       | 1ste ronde groep G: 3de met 3 overwinningen kwartfinale A: 4de met 1 overwinning |
| Bruna Colombetti Velleda Cesari Claudia Pasini Irene Camber Antonella Ragno-Lonzi                      | floret team (v) | Brons     | 1ste ronde groep A: 2de met 1 overwinning kwartfinale: W van Polen: 9-5 halve finale: V van Hongarije: 3-9 bronzen finale: W van Duitsland: 9-2                                                          |

### Schietsport
| Olympiër          | Discipline                 | Resultaat | Prestatie                                                                                                |
| ----------------- | -------------------------- | --------- | --- |
| Vincenzo Biava    | 50m geweer 3 houdingen (m) | 14e       | kwalificatie groep 2: 21ste met 541 punten (189-179-173) finale: 41ste met 1099 punten (383-372-372)     |
| Sergio Rolandi    | 50m geweer 3 houdingen (m) | 14e       | kwalificatie groep 1: 25ste met 533 punten (189-179-165) finale: 46ste met 1091 punten (388-369-369)     |
| Mariano Antonelli | 50m geweer liggend (m)     | 35e       | kwalificatie groep 2: 18de met 382 punten (93-98-95-96) finale: 35ste met 576 punten (94-98-94-99-97-94) |
| Piercarlo Beroldi | 50m pistool (m)            | 23e       | kwalificatie groep 1: 9de met 356 punten finale: 23ste met 356 punten                                    |
| Giorgio Ercolani  | 50m pistool (m)            | 44e       | kwalificatie groep 2: 5de met 358 punten finale: 44ste met 517 punten                                    |
| Roberto Mazzoni   | 25m snelvuurpistool (m)    | 23e       | 573 punten                                                                                               |
| Sergio Varetto    | 25m snelvuurpistool (m)    | 29e       | 570 punten                                                                                               |
| Edoardo Casciano  | trap (m)                   | 34e       | 165 punten                                                                                               |
| Galliano Rossini  | trap (m)                   | Zilver    | 191 punten                                                                                               |

### Schoonspringen
| Olympiër         | Discipline    | Resultaat | Prestatie                                                                                        |
| ---------------- | ------------- | --------- | ------------------------------------------------------------------------------------------------ |
| Lamberto Mari    | 3m plank (m)  | 6e        | voorronde: 5de met 55,04 punten halve finale: 4de met 96,49 punten finale: 6de met 143,97 punten |
| Walter Messa     | 3m plank (m)  | 10e       | voorronde: 9de met 53,47 punten halve finale: 10de met 92,28 punten                              |
| Fabio Pajella    | 10m toren (m) | 18e       | voorronde: 18de met 50,01 punten                                                                 |
| Antonio Sbordone | 10m toren (m) | 14e       | voorronde: 11de met 51,90 punten halve finale: 14de met 88,77 punten                             |
|                  |               |           |                                                                                                  |
| Laura Conter     | 10m toren (v) | 17e       | voorronde: 17de met 45,55 punten                                                                 |

### Turnen
| Olympiër | Discipline               | Resultaat | Prestatie                                                        |
| --- | ------------------------ | --------- | ---------------------------------------------------------------- |
| Giovanni Carminucci                                                                                            | brug (m)                 | Zilver    | kwalificatie: 3de met 19,35 punten finale: 2de met 19,375 punten |
| Franco Menichelli                                                                                              | vloer (m)                | Brons     | kwalificatie: 3de met 19,05 punten finale: 3de met 19,275 punten |
| Giovanni Carminucci                                                                                            | individuele meerkamp (m) | 14e       | 112,30 punten                                                    |
| Pasquale Carminucci                                                                                            | individuele meerkamp (m) | 31e       | 110,40 punten                                                    |
| Franco Menichelli                                                                                              | individuele meerkamp (m) | 10e       | 113,80 punten                                                    |
| Gianfranco Marzolla                                                                                            | individuele meerkamp (m) | 50e       | 109,05 punten                                                    |
| Orlando Polmonari                                                                                              | individuele meerkamp (m) | 38e       | 109,95 punten                                                    |
| Angelo Vicardi                                                                                                 | individuele meerkamp (m) | 24e       | 110,90 punten                                                    |
| Giovanni Carminucci Pasquale Carminucci Gianfranco Marzolla Franco Menichelli Orlando Polmonari Angelo Vicardi | meerkamp team (m)        | Brons     | 559,05 punten                                                    |
| |                          |           |                                                                  |
| Miranda Cicognani                                                                                              | individuele meerkamp (v) | 20e       | 73,597 punten                                                    |
| Rosella Cicognani                                                                                              | individuele meerkamp (v) | 34e       | 72,697 punten                                                    |
| Francesca Costa                                                                                                | individuele meerkamp (v) | 72e       | 69,798 punten                                                    |
| Elena Lagorara                                                                                                 | individuele meerkamp (v) | 60e       | 71,264 punten                                                    |
| Gabriella Santarelli                                                                                           | individuele meerkamp (v) | 71e       | 69,930 punten                                                    |
| Wanda Soprani                                                                                                  | individuele meerkamp (v) | 55e       | 71,664 punten                                                    |
| Miranda Cicognani Rosella Cicognani Francesca Costa Elena Lagorara Gabriella Santarelli Wanda Soprani          | meerkamp team (m)        | 10e       | 360,719 punten                                                   |

### Voetbal
| Olympiër | Discipline | Resultaat | Prestatie |
| --- | ---------- | --------- | --- |
| Luciano Alfieri Tarcisio Burgnich Mario Trebbi Paride Tumburus Sandro Salvadore Giovanni Trapattoni Giancarlo Cella Giovanni Rivera Ugo Tomeazzi Giacomo Bulgarelli Giorgio Rossano Orazio Rancati Giorgio Ferrini Giovanni Fanello Gilberto Noletti Luciano Magistrelli Giandomenico Baldiserri Armando Favali Ambrogio Pelagalli | mannen     | 4e        | groep B: 1ste W van China: 4-1 G van Groot-Brittannië: 2-2 W van Brazilië: 3-1 halve finale: V van Joegoslavië: 1-1 bronzen finale: V van Hongarije: 1-2 |

| Groep B |                  |             |             |             |             |            |            |            |        |
| #       | Land             | Wedstrijden | Wedstrijden | Wedstrijden | Wedstrijden | Doelpunten | Doelpunten | Doelpunten | Punten |
| #       | Land             | G           | W           | G           | V           | V          | T          | Saldo      | Punten |
| 1       | Italië           | 3           | 2           | 1           | 0           | 9          | 4          | +5         | 5      |
| 2       | Brazilië         | 3           | 2           | 0           | 1           | 10         | 6          | +4         | 4      |
| 3       | Groot-Brittannië | 3           | 1           | 1           | 1           | 8          | 8          | 0          | 3      |
| 4       | China            | 3           | 0           | 0           | 3           | 3          | 12         | –9         | 0      |

| Ronde          | Datum   | Plaats    | Land | Score            | Land |
| -------------- | ------- | --------- | ---- | ---------------- | ---- |
| Groepsfase     |         |           |      |                  |      |
| 26 augustus    | Napoli  | Italië    | 4-1  | China            |      |
| 29 augustus    | Rome    | Italië    | 2-2  | Groot-Brittannië |      |
| 1 september    | Firenze | Italië    | 3-1  | Brazilië         |      |
| Halve finale   |         |           |      |                  |      |
| 5 september    | Napoli  | Italië    | 1-1  | Joegoslavië      |      |
| Bronzen finale |         |           |      |                  |      |
| 9 september    | Rome    | Hongarije | 2-1  | Italië           |      |

### Waterpolo
| Olympiër | Discipline | Resultaat | Prestatie |
| --- | ---------- | --------- | --- |
| Amedeo Ambron Danio Bardi Giuseppe d'Altrui Salvatore Gionta Giancarlo Guerrini Franco Lavoratori Gianni Lonzi Luigi Mannelli Rosario Parmegiani Eraldo Pizzo Dante Rossi Brunella Spinelli | mannen     | Goud      | groep A: 1ste W van Roemenië: 4-3 W van Japan: 8-1 W van Verenigde Arabische Republiek: 9-4 halve finale groep 1:1ste W van Duitsland: 3-0 W van Sovjet-Unie: 2-0 finale groep: 1ste W van Joegoslavië: 2-1 G van Hongarije: 3-3 |

| Groep A |                               |             |             |             |             |        |        |        |        |
| #       | Land                          | Wedstrijden | Wedstrijden | Wedstrijden | Wedstrijden | Punten | Punten | Punten | Punten |
| #       | Land                          | G           | W           | G           | V           | V      | T      | Saldo  | Punten |
| 1       | Italië                        | 3           | 3           | 0           | 0           | 21     | 8      | +13    | 6      |
| 2       | Roemenië                      | 3           | 2           | 0           | 1           | 12     | 5      | +7     | 4      |
| 3       | Verenigde Arabische Republiek | 3           | 0           | 1           | 2           | 7      | 17     | −10    | 1      |
| 4       | Japan                         | 3           | 0           | 1           | 2           | 5      | 15     | −10    | 1      |

| Ronde       | Datum | Plaats | Land | Score                         | Land |
| ----------- | ----- | ------ | ---- | ----------------------------- | ---- |
| Groepsfase  |       |        |      |                               |      |
| 25 augustus | Rome  | Italië | 4-3  | Roemenië                      |      |
| 26 augustus | Rome  | Japan  | 1-8  | Italië                        |      |
| 27 augustus | Rome  | Italië | 9-4  | Verenigde Arabische Republiek |      |

| Halve finale groep 1 |             |             |             |             |             |        |        |        |        |
| #                    | Land        | Wedstrijden | Wedstrijden | Wedstrijden | Wedstrijden | Punten | Punten | Punten | Punten |
| #                    | Land        | G           | W           | G           | V           | V      | T      | Saldo  | Punten |
| 1                    | Italië      | 3           | 3           | 0           | 0           | 9      | 3      | +6     | 6      |
| 2                    | Sovjet-Unie | 3           | 2           | 0           | 1           | 8      | 8      | 0      | 4      |
| 3                    | Roemenië    | 3           | 0           | 1           | 2           | 8      | 10     | −2     | 1      |
| 4                    | Duitsland   | 3           | 0           | 1           | 2           | 7      | 11     | −4     | 1      |

| Ronde       | Datum | Plaats      | Land | Score     | Land |
| ----------- | ----- | ----------- | ---- | --------- | ---- |
| Groepsfase  |       |             |      |           |      |
| 30 augustus | Rome  | Italië      | 3-0  | Duitsland |      |
| 31 augustus | Rome  | Sovjet-Unie | 0-2  | Italië    |      |

| Halve finale groep 1 |             |             |             |             |             |        |        |        |        |
| #                    | Land        | Wedstrijden | Wedstrijden | Wedstrijden | Wedstrijden | Punten | Punten | Punten | Punten |
| #                    | Land        | G           | W           | G           | V           | V      | T      | Saldo  | Punten |
| 1                    | Italië      | 3           | 2           | 1           | 0           | 7      | 4      | +3     | 5      |
| 2                    | Sovjet-Unie | 3           | 1           | 1           | 1           | 7      | 8      | −1     | 3      |
| 3                    | Hongarije   | 3           | 0           | 2           | 1           | 7      | 8      | −1     | 2      |
| 4                    | Joegoslavië | 3           | 1           | 0           | 2           | 6      | 7      | −1     | 2      |

| Ronde       | Datum | Plaats | Land | Score       | Land |
| ----------- | ----- | ------ | ---- | ----------- | ---- |
| Groepsfase  |       |        |      |             |      |
| 2 september | Rome  | Italië | 2-1  | Joegoslavië |      |
| 3 september | Rome  | Italië | 3-3  | Hongarije   |      |

### Wielersport
| Olympiër                                                      | Discipline               | Resultaat | Prestatie |
| Baan                                                          | Baan                     | Baan      | Baan |
| ------------------------------------------------------------- | ------------------------ | --------- | --- |
| Sante Gaiardoni                                               | sprint (m)               | Goud      | serie 1: 1ste in 11,7 2de ronde serie 6: 1ste in 11,7 kwartfinale 4: W van BRA Argenton: 2-0 halve finale 2: W van AUS Baensch: 2-0 finale: W van BEL Sterckx: 2-0                             |
| Valentino Gasparella                                          | sprint (m)               | Brons     | serie 5: 1ste in 11,7 2de ronde serie 4: 3de herkansingen: 1ste in 11,6 kwartfinale 1: W van FRA Pellegrina: 2-0 halve finale 1: V van BEL Sterckx: 1-2 bronzen finale: W van AUS Baensch: 2-0 |
| Sante Gaiardoni                                               | tijdrit (m)              | Goud      | 1.07,27 (WR) |
| Giuseppe Beghetto Sergio Bianchetto                           | tandem (m)               | Goud      | serie 4: W van HUN Bicskei/Meszaros: niet gestart kwartfinale 1: W van USA Hartman/Sharp: 2-0 halve finale 1: W van NED Paul/Gerritsen: 2-0 finale: W van GER Simon/Stäber: 2-0                |
| Luigi Arienti Franco Testa Mario Vallotto Marino Vigna        | ploegenachtervolging (m) | Goud      | kwalificatie: 1ste in 4.38,41 kwartfinale 1: W van Argentinië: 4.29,98 halve finale 2: W van Sovjet-Unie: 4.28,88 finale: W van Duitsland: 4.30,90                                             |
| Weg                                                           |                          |           | |
| Antonio Bailetti                                              | wegwedstrijd (m)         | 10e       | 4:20.57 |
| Vendramino Bariviera                                          | wegwedstrijd (m)         | DNF       | niet gefinisht |
| Giuseppe Tonucci                                              | wegwedstrijd (m)         | 19e       | 4:20.57 |
| Livio Trapè                                                   | wegwedstrijd (m)         | Zilver    | 4:20.37 |
| Antonio Bailetti Ottavio Cogliati Giacomo Fornoni Livio Trapè | ploegentijdrit (m)       | Goud      | 2:14.33,53 |

### Worstelen
| Olympiër            | Discipline  | Resultaat   | Prestatie |
| Vrije stijl         | Vrije stijl | Vrije stijl | Vrije stijl |
| ------------------- | ----------- | ----------- | --- |
| Carlo Vitrano       | -52kg (m)   | 10e         | 1ste ronde: V van GER Neff 2de ronde: vrij 3de ronde: V van BUL Dimitrov                                                                                         |
| Luigi Chinazzo      | -57kg (m)   | 8e          | 1ste ronde: W van KOR Im 2de ronde: V van JPN Asai 3de ronde: W van IRL Dunne 4de ronde: V van BUL Zalev                                                         |
| Angelo Gelsomini    | -62kg (m)   | 21e         | 1ste ronde: V van USA Giani 2de ronde: V van KOR Gang |
| Garibaldo Nizzola   | -67kg (m)   | 6e          | 1ste ronde: W van AFG Khalunder 2de ronde: W van GER Bergmann 3de ronde: G van TUR Şahinkaya 4de ronde: W van JPN Abe 5de ronde: V van URS Syniavskiy            |
| Gaetano De Vescovi  | -73kg (m)   | 4e          | 1ste ronde: W van MEX Flores 2de ronde: W van KOR Choi 3de ronde: W van JPN Kaneko 4de ronde: V van IRI Habibi 5de ronde: V van PAK Bashir                       |
| Germano Caraffini   | -79kg (m)   | 15e         | 1ste ronde: V van USA DeWitt 2de ronde: V van IND Singh |
| Antonio Marcucci    | -87kg (m)   | 10e         | 1ste ronde: V van IND Singh 2de ronde: W van AFG Gunga 3de ronde: V van SWE Palm                                                                                 |
| Pietro Marascalchi  | +87kg (m)   | 4e          | 1ste ronde: vrij 2de ronde: W van JPN Ishiguro 3de ronde: W van POL Sosnowski 4de ronde: W van URS Dzazasov 5de ronde: V van GER Dietrich                        |
| Grieks-Romeins      |             |             | |
| Ignazio Fabra       | -52kg (m)   | 5e          | 1ste ronde: W van GER Stange 2de ronde: W van JPN Hirata 3de ronde: W van BEL Mewis 4de ronde: G van SWE Frännfors 5de ronde: V van ROU Pârvulescu               |
| Gilberto Gramellini | -57kg (m)   | 9e          | 1ste ronde: W van POL Knitter 2de ronde: W van SUI Debrunner 3de ronde: G van HUN Hódos 5de ronde: V van ROU Cernea                                              |
| Umberto Trippa      | -62kg (m)   | 4e          | 1ste ronde: W van FRA Mannhard 2de ronde: W van AUT Marte 3de ronde: W van DEN Pedersen 4de ronde: W van BUL Pene 5de ronde: vrij 6de ronde: V van URS Vyrupayev |
| Mario De Silva      | -67kg (m)   | 17e         | 1ste ronde: V van URS Koridze 2de ronde: V van TCH Matoušek |
| Franco Benedetti    | -73kg (m)   | 12e         | 1ste ronde: W van AUS Clark 2de ronde: G van FRA Schiermeyer 3de ronde: V van FIN Laakso                                                                         |
| Marciano Magnani    | -79kg (m)   | 15e         | 1ste ronde: V van TUR Ayvaz 2de ronde: V van GER Metz |
| Antonio Cerroni     | -87kg (m)   | 12e         | 1ste ronde: V van HUN Piti 2de ronde: V van POL Smoliński |
| Adelmo Bulgarelli   | +87kg (m)   | 7e          | 1ste ronde: V van BUL Kasabov 2de ronde: W van USA Lewis 3de ronde: V van HUN Kozma                                                                              |

### Zeilen
| Olympiër                                              | Discipline      | Resultaat | Prestatie                          |
| ----------------------------------------------------- | --------------- | --------- | ---------------------------------- |
| Bruno Trani                                           | finn klasse     | 14e       | 3553 punten: (9-9-17-27-8-DNF-7)   |
| Mario Capio Tullio Pizzorno                           | flying dutchman | 12e       | 4150 punten: (DNF-4-2-DSQ-12-5-17) |
| Agostino Straulino Carlo Rolandi                      | star klasse     | 4e        | 6047 punten: (4-4-5-10-1-2-7)      |
| Antonio Cosentino Antonio Ciciliano Giulio De Stefano | draken klasse   | Brons     | 5704 punten: (5-2-1-2-11-14-DSQ)   |
| Pietro Reggio Franco Zucchi Marco Novaro              | 5,5m R-klasse   | 11e       | 2524 punten: (12-10-8-6-9-11-14)   |

### Zwemmen
| Olympiër                                                                              | Discipline            | Resultaat | Prestatie                                                                   |
| ------------------------------------------------------------------------------------- | --------------------- | --------- | --------------------------------------------------------------------------- |
| Giorgio Perondini                                                                     | 100m vrije slag (m)   | 30e       | serie 6: 5de in 58,9                                                        |
| Ezio Della Savia                                                                      | 100m vrije slag (m)   | 20e       | serie 1: 3de in 58,2 halve finale 3: 8ste in 58,4                           |
| Paolo Galletti                                                                        | 400m vrije slag (m)   | 17e       | serie 4: 3de in 4.36,6                                                      |
| Massimo Rosi                                                                          | 400m vrije slag (m)   | 28e       | serie 6: 6de in 4.45,1                                                      |
| Paolo Galletti                                                                        | 1500m vrije slag (m)  | 28e       | serie 1: 6de in 20.28,2                                                     |
| Massimo Rosi                                                                          | 1500m vrije slag (m)  | 26e       | serie 3: 5de in 19.52,9                                                     |
| Giuseppe Avellone                                                                     | 100m rugslag (m)      | 16e       | serie 4: 3de in 1.05,4 halve finale 2: 8ste in 1.06,5                       |
| Gilberto Elsa                                                                         | 100m rugslag (m)      | 18e       | serie 5: 5de in 1.05,8                                                      |
| Roberto Lazzari                                                                       | 200m schoolslag (m)   | 5e        | serie 3: 2de in 2.41,2 halve finale 1: 4de in 2.40,3 finale: 5de in 2.40,1  |
| Pierpaolo Spangaro                                                                    | 200m schoolslag (m)   | 34e       | serie 3: 5de in 2.53,8                                                      |
| Fritz Dennerlein                                                                      | 200m vlinderslag (m)  | 4e        | serie 2: 1ste in 2.18,3 halve finale 2: 3de in 2.20,5 finale: 4de in 2.16,0 |
| Giampiero Fossati                                                                     | 200m vlinderslag (m)  | 26e       | serie 1: 6de in 2.31,9                                                      |
| Fritz Dennerlein Bruno Bianchi Angelo Romani Paolo Galleti                            | 4x200m vrije slag (m) | 11e       | serie 2: 6de in 8.38,1                                                      |
| Giuseppe Avellone Roberto Lazzari Fritz Dennerlein Bruno Bianchi                      | 4x100m wisselslag (m) | 6e        | serie 2: 2de in 4.16,0 finale: 6de in 4.17,2                                |
|                                                                                       |                       |           |                                                                             |
| Maria Cristina Pacifici                                                               | 100m vrije slag (v)   | 20e       | serie 1: 5de in 1.07,1                                                      |
| Paola Saini                                                                           | 100m vrije slag (v)   | 12e       | serie 1: 2de in 1.04,4 halve finale 1: 6de in 1.05,4                        |
| Paola Saini                                                                           | 400m vrije slag (v)   | 14e       | serie 1: 6de in 5.12,9                                                      |
| Welleda Veschi                                                                        | 400m vrije slag (v)   | 17e       | serie 3: 5de in 5.18,3                                                      |
| Arletta Faidiga                                                                       | 100m rugslag (v)      | 23e       | serie 3: 6de in 1.18,5                                                      |
| Daniela Serpilli                                                                      | 100m rugslag (v)      | 26e       | serie 4: 6de in 1.20,3                                                      |
| Luciana Marcellini                                                                    | 200m schoolslag (v)   | 26e       | serie 2: 7de in 3.09,8                                                      |
| Elena Zennaro                                                                         | 200m schoolslag (v)   | 10e       | serie 4: 3de in 2.57,0                                                      |
| Anna Beneck                                                                           | 100m vlinderslag (v)  | 20e       | serie 2: 4de in 1.18,4                                                      |
| Anna Cechi                                                                            | 100m vlinderslag (v)  | 23e       | serie 4: 7de in 1.19,5                                                      |
| Paola Saini Anna Maria Cecchi Rosanna Contardo Maria Cristina Pacifici Daniela Beneck | 4x100m vrije slag (v) | 7e        | serie 1: 4de in 4.31,8 finale: 7de in 4.26,8                                |
| Daniela Serpilli Elena Zennaro Anna Beneck Paola Saini                                | 4x100m wisselslag (v) | 11e       | serie 1: 6de in 5.04,4                                                      |

Afghanistan · Argentinië · Australië · Bahama's · België · Bermuda · Birma · Brazilië · Brits-Guiana · Bulgarije · Canada · Ceylon · Chili · Colombia · Cuba · Denemarken · Duits eenheidsteam · Ethiopië · Fiji · Filipijnen · Finland · Frankrijk · Ghana · Griekenland · Groot-Brittannië · Haïti · Hongarije · Hongkong · Ierland · IJsland · India · Indonesië · Irak · Iran · Israël · Italië · Japan · Joegoslavië · Kenia · Libanon · Liberia · Liechtenstein · Luxemburg · Malakka · Malta · Marokko · Mexico · Monaco · Nederland · Nederlandse Antillen · Nieuw-Zeeland · Nigeria · Noorwegen · Oeganda · Oostenrijk · Pakistan · Panama · Peru · Polen · Portugal · Puerto Rico · Roemenië · San Marino · Singapore · Soedan · Sovjet-Unie · Spanje · Suriname · Taiwan · Thailand · Tsjecho-Slowakije · Tunesië · Turkije · Uruguay · Venezuela · Verenigde Arabische Republiek · Verenigde Staten · Vietnam · West-Indische Federatie · Zuid-Afrika · Zuid-Korea · Zuid-Rhodesië · Zweden · Zwitserland